# Expomanga
El Salón Internacional del Manga de Madrid, més conegut amb el nom d'Expomanga, és un certamen de còmic enfocat al manga, l'anime i la cultura japonesa que se celebra anualment a Madrid des del 2002. És el segon major esdeveniment de tot l'estat espanyol, només superat pel Saló del Manga de Barcelona.

## Trajectoria
L'assistència a Expomanga ha anat augmentant al llarg dels anys des dels seus inicis l'any 2002. L'organitza l'Asociación Española de Amigos del Cómic (AEAC), després d'unes primeres edicions amb canvis d'ubicacio, a partir de l'any 2007 es fa als pavellons de congressos de la Casa de Campo.
L'any 2016 AEAC va vendre Expomanga a la companyia Easyfairs i van passar a ser col·laboradors de l'esdeveniment, Un altre canvi va ser novament el de la ubicació, de la Casa de Campo, al recinte ferial IFEMA de Madrid.
| 2002 | 2003 | 2004 | 2005 | 2006 | 2007 | 2008 | 2009 | 2010   | 2011   | 2012   | 2013   | 2014   | 2015   | 2016    |
| ---- | ---- | ---- | ---- | ---- | ---- | ---- | ---- | ------ | ------ | ------ | ------ | ------ | ------ | ------- |
| s.d. | s.d. | s.d. | s.d. | s.d. | s.d. | s.d. | s.d. | 27.816 | 29.024 | 31.347 | 29.876 | 40.412 | 46.213 | 50.000+ |